# Neurogenia appendiculata
Neurogenia appendiculata là một loài tò vò trong họ Ichneumonidae.